# Seznam moravských šlechtických rodů, P
Tento seznam obsahuje výčet šlechtických rodů, které byly v minulosti spjaty s Markrabstvím moravským. Podmínkou uvedení je držba majetku, která byla v minulosti jedním z hlavních atributů šlechty, případně, zejména u šlechty novodobé, jejich služby ve státní správě na území Moravy či podnikatelské aktivity. Platí rovněž, že u šlechty, která nedržela konkrétní nemovitý majetek, jsou uvedeny celé rody, tj. rodiny, které na daném území žily alespoň po dvě generace, nejsou tudíž zahrnuti a počítáni za domácí šlechtu jednotlivci, kteří na Moravě vykonávali pouze určité funkce (politické, vojenské apod.) po přechodnou či krátkou dobu. Nejsou rovněž zahrnuti církevní hodnostáři z řad šlechty, kteří pocházeli ze šlechtických rodů z jiných zemí.

## P
- Paarové
- Pachtové z Rájova
- Pallaviciniové
- Papákové z Mošnova
- Pernštejnové
- Petřvaldští z Petřvaldu
- Pinové z Friedenthalu[1]
- z Pirkštejna
- Pivcové z Hradčan[2]
- Podrazilové Branští z Branné[3]
- Podstatští z Prusinovic
- Ponikevští z Bořic[3]
- z Popůvek
- z Pozdětína[4]
- Pragové z Asche[3]
- Pražmové z Bílkova
- Prusinovští z Víckova
- Pruskovští z Pruskova